# Муслимова, Кифаят
Кифаят Муслимова (1 мая 1916 — 20 апреля 1996) — советская и узбекская актриса, Заслуженная артистка Узбекской ССР (1950), Народная артистка Узбекской ССР (1955). 

## Биография
Родилась 1 мая 1916 года в Бишкеке.
Трудовую деятельность начала в 1933 году актрисой в Узбекском драматическом театре. 
В 1937 году перешла в Самаркандский областной музыкально-драматический театр, в котором проработала до конца жизни. Остро характерная актриса, создала ряд сатирических образов и сыграла ряд героинь, среди которых наиболее известны Анна Андреевна («Ревизор)», леди Мильфорд («Коварство и любовь»), Эмилия («Отелло») и некоторые другие.
В 1955 году получила звание «Народная артистка Узбекской ССР».
Скончалась 20 апреля 1996 года, не дожив 11 дней до 80-летия.

## Избранные роли
- Дильбар («Разгром» Яшена);
- леди Мильфорд («Коварство и любовь»);
- Хонзода («Бай и батрак» Хамзы);
- Анна Андреевна («Ревизор»);
- Кабаниха, Меланья («Егор Булычов и другие»);
- Холнисо («Шёлковое сюзанэ» Каххара);
- Сурмахон («Сердечные тайны» Рахманова);
- Мастура («Холисхон» Хамзы);
- Эмилия («Отелло»).